# Comté de Marshall (Alabama)
Pour les articles homonymes, voir Comté de Marshall.
Le comté de Marshall est un comté des États-Unis, situé dans l'État de l'Alabama.

## Démographie
Le comté de Marshall compte 97 612 habitants sur une superficie de 1614 km². La densité de population de celui-ci est donc de 66 habitants par km². Benwood, McMechen et Moundsville sont les plus grandes villes du Comté de Marshal. 
Dans le comté, la population était dispersée, avec 25, 60 % de moins de dix-huit ans, 8, 70 % de 18 à 24 ans, 29,90 % de 25 à 44 ans, 23,20 % de 45 à 64 ans et 12,60 % de 65 ans ou plus âgée.
L'âge médian était de 36 ans. Pour 100 femmes, il y avait 95,40 hommes. Pour 100 femmes âgées de 18 ans et plus, il y avait 92,90 hommes .
| 1840  | 1850  | 1860   | 1870  | 1880   | 1890   | 1900   | 1910   |
| ----- | ----- | ------ | ----- | ------ | ------ | ------ | ------ |
| 7 553 | 8 846 | 11 472 | 9 871 | 14 585 | 18 935 | 23 289 | 28 553 |

| 1920   | 1930   | 1940   | 1950   | 1960   | 1970   | 1980   | 1990   |
| ------ | ------ | ------ | ------ | ------ | ------ | ------ | ------ |
| 32 669 | 39 802 | 42 395 | 45 090 | 48 018 | 54 211 | 65 622 | 70 832 |

| 2000   | 2010   | - | - | - | - | - | - |
| ------ | ------ | - | - | - | - | - | - |
| 82 231 | 93 019 | - | - | - | - | - | - |